# 동부턱수염도마뱀
동부턱수염도마뱀(Eastern bearded dragon)은 간단히 턱수염도마뱀(Bearded lizard)으로도 알려져 있으며, 오스트레일리아의 삼림 지역에 서식하는 아가마과 도마뱀아목이다. 이 종은 일반적으로 턱수염도마뱀속으로 알려진 종 중 하나이다. 이 종은 원래 1829년 조르주 퀴비에에 의해 설명되었으며, 그는 이 종을 암프롤루스 바르바투스(Amphibolurus barbatus)라고 명명했다.

## 묘사
동부턱수염도마뱀은 턱수염도마뱀속에 속하는 여덟 종으로 알려진 종 중 하나이다. 성체 수컷은 주둥이에서 꼬리 끝까지 약 60cm까지 자랄 수 있으며, 암컷은 전체 길이가 50cm에 이를 수 있다.
머리는 크고 삼각형 모양이다. 목은 가시가 있는 짙은 회색 비늘로 덮여 있으며, 이 비늘을 들어 올려 인상적인 "턱수염"을 만들 수 있다. 머리 뒤쪽, 입꼬리, 바깥쪽 귀구멍에 더 긴 가시 비늘 그룹이 있으며 복부 양쪽을 따라 뒤쪽으로 달리고 있다. 가슴과 복부는 비교적 가늘고 등쪽이 평평하다.
일반적으로 피부색은 회흑색 또는 붉은색이며 적갈색, 황갈색 또는 짙은 갈색을 띠기도 한다. 어린 개체는 성체보다 색이 더 옅고 성숙할수록 색이 바래는 패턴을 보인다. 동물이 성숙함에 따라 머리 앞부분에 은은한 옅은 노란색, 파란색 또는 녹색 색조를 띠게 된다. 흥분된 상태에서 더 높은 온도에서는 머리 옆구리와 다리가 노란색에서 주황색을 띠기도 한다. 그러나 일반적으로 노란색에서 회색, 검은색까지 다소 어둡다. 입 안쪽은 일반적으로 밝은 노란색을 띤다.
동부턱수염도마뱀은 가까운 친척인 중부턱수염도마뱀과 비슷하지만, 몸이 덜 튼튼하고 팔뚝 위로 이어지는 옆 가장자리를 따라 가시가 줄지어 있는 점에서 후자와 구별될 수 있다.

## 분포 및 서식지
케이프요크반도 남쪽의 동부 오스트레일리아에서 가장 흔하지만, 표본은 케이프요크, 중부 오스트레일리아, 심지어 서부 해안에서도 수집되었다.

## 행동생태학

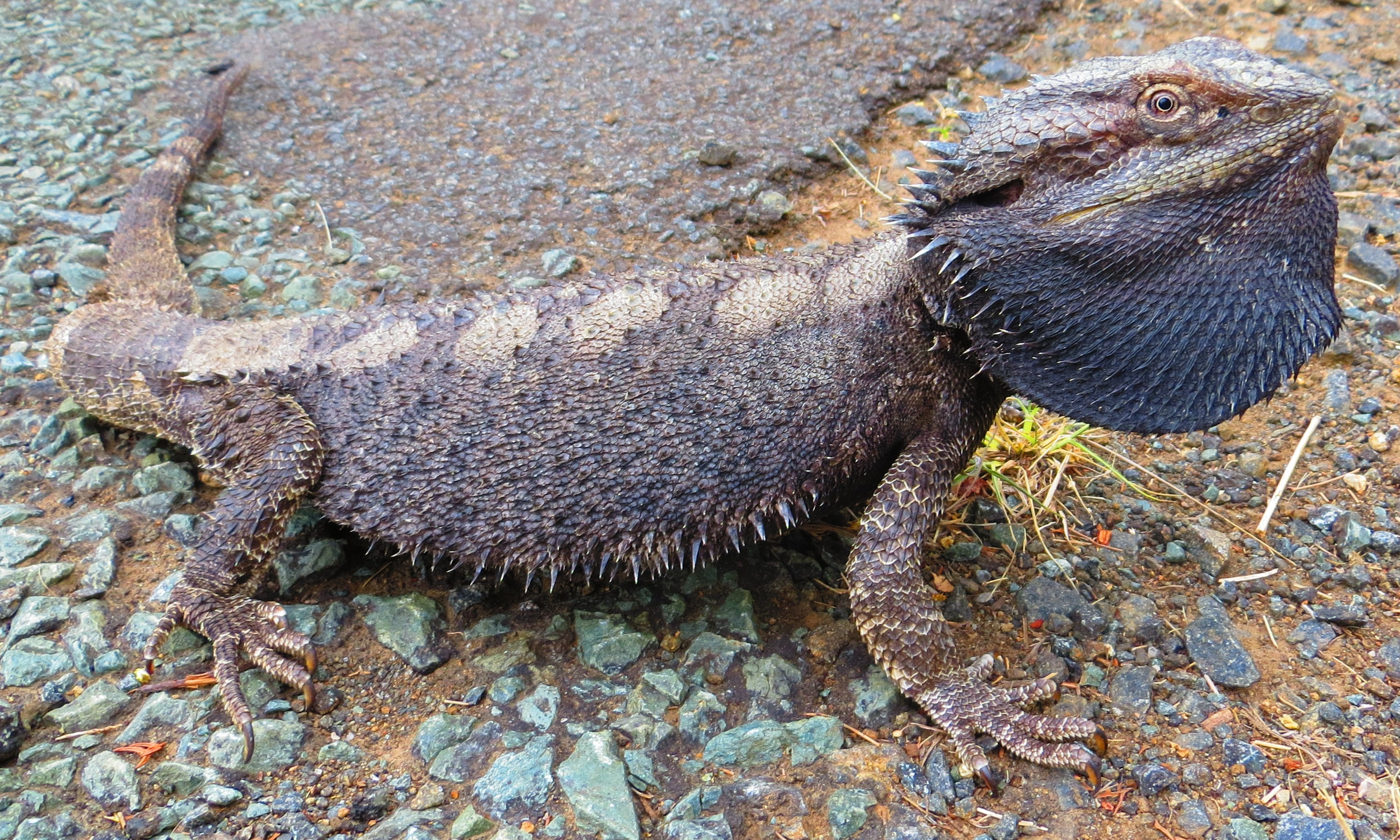
퀸즈랜드주 래밍턴 크리스마스 크릭 로드의 동부턱수염도마뱀

동부턱수염도마뱀은 주행성이다. 나무 가지나 통나무와 같은 노출된 장소에서 나무 위에 앉아 있다가 너무 더울 때 더 낮고 서늘한 곳으로 후퇴한다. 중부턱수염도마뱀보다 더 공격적이다. 수컷은 영토가 넓으며 암컷과 어린 개체만 자신의 영토에 들어갈 수 있다. 지배적인 수컷은 보통 가장 큰 도마뱀이며 가장 높은 횃불을 잡는다. 암컷은 알을 낳기 위해 마른 땅으로 터널을 파고 들어간다.
위협을 받으면 목을 부풀리고 턱수염을 기른다. 더 자극을 받으면 입을 열어 입 안감의 밝은 노란색을 표시한다. 가까운 친척인 중부턱수염도마뱀은 입 안감이 적갈색이다. 그러나 동부턱수염도마뱀은 사촌보다 더 자주 이 턱수염을 기른다.

## 먹이
동부턱수염도마뱀은 쥐, 작은 파충류, 곤충 등 다양한 작은 동물을 먹는다. 사육 상태에서는 클로버, 작은 꽃, 과일, 열매와 같은 잎채소도 먹는다.